# Линдблад (лунный кратер)
Кратер Линдблад (лат. Lindblad) — крупный древний ударный кратер в северной приполярной области обратной стороны Луны. Название присвоено в честь шведского астронома Бертиля Линдблада (1895—1965) и утверждено Международным астрономическим союзом в 1970 г. Образование кратера относится к нектарскому периоду.

## Описание кратера
Ближайшими соседями кратера являются кратеры Ньепс и Меррилл на западе-северо-западе; кратер Брианшон на северо-востоке; кратер Кремона на юго-востоке и кратер Нетер на западе-юго-западе. Селенографические координаты центра кратера 70°02′ с. ш. 99°13′ з. д. / 70,03° с. ш. 99,22° з. д., диаметр 59,4 км, глубина 2,7 км.
Кратер Линдблад имеет циркулярную форму и значительно разрушен. Вал сглажен и перекрыт множеством маленьких кратеров, восточная часть вала перекрыта сателлитным кратером Линдблад F (см. ниже), внутренний склон гладкий. Высота вала над окружающей местностью достигает 1260 м, объем кратера составляет около 3800 км³. Дно чаши сравнительно ровное, в северо-восточной части находятся останки небольшого кратера, в южной части располагается группа мелких кратеров.

## Сателлитные кратеры
| Линдблад | Координаты                                              | Диаметр, км |
| -------- | ------------------------------------------------------- | ----------- |
| F        | 70°06′ с. ш. 94°25′ з. д. / 70,1° с. ш. 94,42° з. д.    | 43,6        |
| S        | 69°27′ с. ш. 105°43′ з. д. / 69,45° с. ш. 105,72° з. д. | 25,8        |
| Y        | 72°43′ с. ш. 101°09′ з. д. / 72,72° с. ш. 101,15° з. д. | 27,6        |

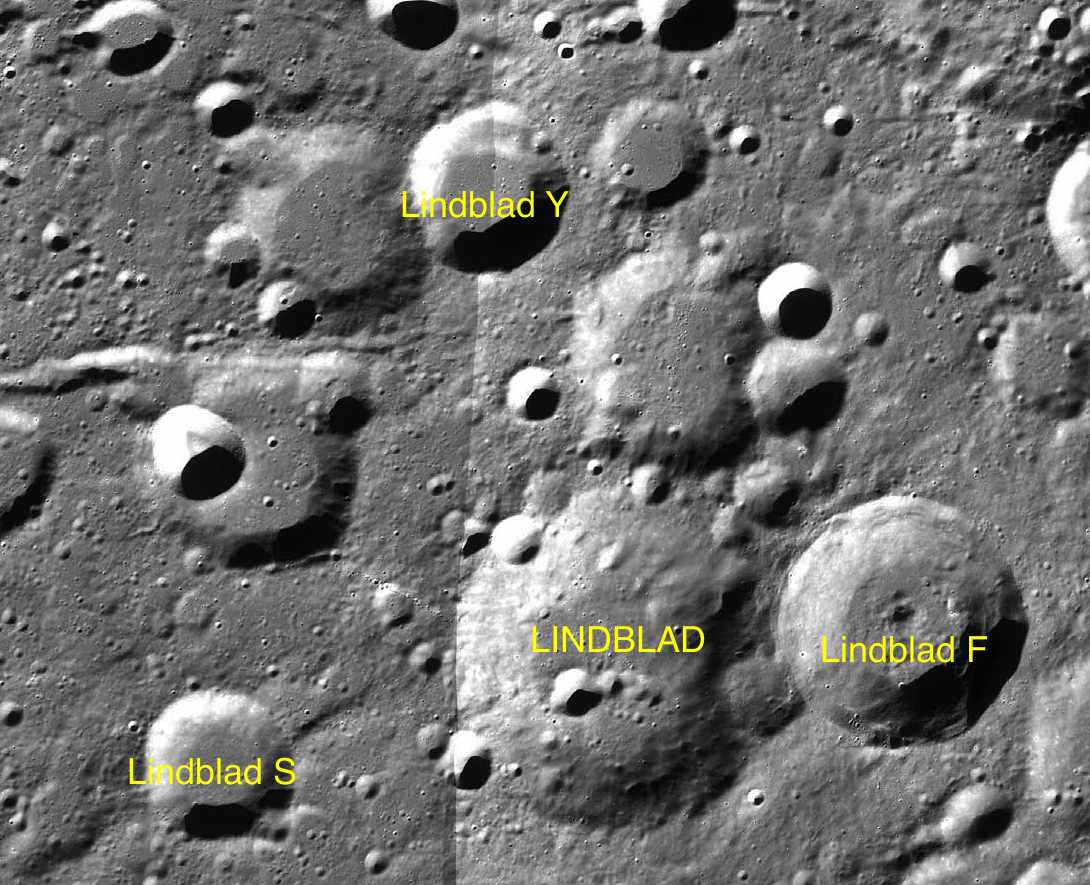
Фрагмент карты LAC-9.

- Образование сателлитного кратера Линдблад F относится к позднеимбрийскому периоду[1].

## См.также
- Список кратеров на Луне
- Лунный кратер
- Морфологический каталог кратеров Луны
- Планетная номенклатура
- Селенография
- Минералогия Луны
- Геология Луны
- Поздняя тяжёлая бомбардировка